# 山下龍二
山下 龍二（やました りゅうじ、1924年9月14日 - 2011年3月23日）は、中国哲学研究者、名古屋大学名誉教授。

## 略歴
東京生まれ。父は日本大学教授を務めた弁護士の山下博章（1898年 - 1943年）。1943年東京府立高等学校（七年制）文科乙類卒業。1947年東京帝国大学文学部支那哲学文学科卒業、52年同大学院中国哲学科特別研究生満期退学。1954年法政大学第二高等学校教諭、1957年名古屋大学文学部講師、61年助教授、68年教授、70年文学部長、1988年定年退官、名誉教授、名古屋学院大学教授、89－92年同外国語学部長。

## 著書
- 『陽明学の研究 上　成立編』現代情報社 1971
- 『陽明学の研究 下　展開編』現代情報社 1971
- 『王陽明－百死千難に生きる』集英社〈中国の人と思想9〉 1984
- 『朱子学と反朱子学 日本における朱子学批判』研文社 1991
- 『陽明学の終焉』研文社 1991
- 『儒教と日本』研文社 2001
- 『いま『論語』に学ぶ』研文社 2007

### 共著・編
- 『中国思想史 下　近世・現代』 高文堂出版社「中国文化全書3」 1986
- 『世界の聖典 ひろさちやが聞く論語』ひろさちや共著 鈴木出版 1993
- 『戦時下の人権擁護 弁護士山下博章の論争』編 研文社 2000

### 注解
- 『全釈漢文大系 3　大学・中庸』 集英社 1974

## 参考
- 山下竜二教授略歴・業績目録 名古屋大学文学部研究論集 1988
- 『人事興信録』1995年